# Will Joseph
William Joseph más conocido como Will Joseph, es un ingeniero británico de Fórmula 1. Actualmente es director de ingeniería de carrera del equipo McLaren e ingeniero de carrera de Lando Norris.

## Carrera
Joseph se graduó de la Universidad de Cambridge con una Mestría en Ingeniería en Ingeniería Aerotérmica y Aeroespacial. Comenzó su carrera en McLaren en 2006 como ingeniero de suspensión trasera, donde diseñó componentes clave, incluidos brazos oscilantes de carbono, conductos de freno y unidades de amortiguación. En 2010, trabajó como ingeniero de construcción, garantizando una comunicación eficiente entre la fábrica y el equipo de pista, y en 2011, se especializó en pruebas de simuladores.
En 2012, se trasladó a la ingeniería de rendimiento en pista, trabajando inicialmente con Lewis Hamilton, antes de pasar a Sergio Pérez, Kevin Magnussen y Fernando Alonso. En octubre de 2017, se convirtió en el ingeniero principal de carrera de Alonso y luego de Lando Norris.
En 2024, además de sus funciones como ingeniero de carrera de Norris, también fue ascendido a Director de Ingeniería de Carreras, supervisando todos los aspectos de las operaciones de carrera.